# Tim Tršan
Tim Tršan (24 febbraio 2001) è uno sciatore alpino sloveno.

## Biografia
Attivo dal novembre del 2017, Tršan non ha esordito in Coppa Europa o in Coppa del Mondo né ha preso parte a rassegne olimpiche o iridate.

## Palmarès

### Campionati sloveni
- 2 medaglie:
  - 2 bronzi (slalom parallelo nel 2021; slalom speciale nel 2022)